# Construction Time Again
Albums de Depeche Mode
A Broken Frame
(1982) Some Great Reward
(1984)
Singles
1. Everything Counts
Sortie : 11 juillet 1983
2. Love, in Itself
Sortie : 19 septembre 1983
3. Told You So
Sortie : janvier 1984 (Espagne)

Construction Time Again est le troisième album studio du groupe anglais Depeche Mode, sorti en 1983. Il contient notamment la chanson Everything Counts.

## Historique
C'est le premier album sur lequel figure Alan Wilder qui s'était précédemment contenté d'accompagner le groupe en tournée. C'est aussi la première fois que Depeche Mode utilise des samples (ils s'en sont beaucoup servi pour le titre Pipeline).
Depeche Mode continue ici sur sa lancée de A Broken Frame, laissant de plus en plus de côté la facette « juvénile » de Speak and Spell, et livrant une musique plus « sérieuse ». Certains textes traitent de sujets politiques, et des influences industrielles (notamment Einstürzende Neubauten qui ont inspiré Martin L. Gore après qu'il a assisté à un de leurs concerts) sont présentes, orientant ainsi la musique du groupe vers un aspect plus expérimental.

### Enregistrement
L'enregistrement s'est déroulé dans les Garden Studios à Londres et le mixage au mythique Hansa Mischraum à Berlin.

### Pochette
La photo de la pochette est de Brian Griffin. Elle représente un ouvrier sur une montagne essayant de frapper le pic du Cervin à coup de masse.

## Critique
NME a salué l'album, en ajoutant que Everything Counts est le meilleur single du groupe, et l'un de leurs plus gros tubes.

## Liste des morceaux
- À noter que la version de l'album parue aux États-Unis comporte en plus, après ce morceau, sa version étendue nommée Everything Counts (in larger amounts), d'une durée de plus de 7 minutes. Sur cette édition américaine, le titre Everything Counts (reprise) n'est pas mentionné sur la pochette de l'album car il est alors rattaché au morceau précédent, And Then....
- Tous les titres sont écrits par Martin L. Gore excepté Two Minute Warning, The Landscape Is Changing et Fools écrits par Alan Wilder, The Great Outdoors! et Work Hard par Gore et Wilder.
- Dave Gahan est le chanteur principal de l'album excepté Pipeline, interprété par Gore. Ce dernier interprètera la majorité des chœurs accompagné par Wilder sur Everything Counts et Two Minute Warning alors que Fletcher l'accompagne sur le dernier pont de Told You So[4].
- Sur la réédition remastérisée de 2007, une partie de l'intro de Pipeline est mise à la fin de More Than a Party.
- La version album de Love, in Itself est parfois titrée Love, in Itself 1. La version 2 est la version single, 3 le remix et 4 est une version acoustique à la guitare et au piano assez funk.

### Édition de 1983

#### LP: Mute / Stumm 13 Royaume-Uni
1. Love, in Itself  – 4:29
2. More Than a Party  – 4:23
3. Pipeline  – 6:15
4. Everything Counts  – 4:19
5. Two Minute Warning  – 4:13
6. Shame  – 3:50
7. The Landscape Is Changing  – 4:47
8. Told You So  – 4:24
9. And Then...  – 4:34

##### TItre caché
1. Everything Counts (Reprise)  – 1:05

#### CD: Sire / 9 23900-2 États-Unis
1. Love, in Itself  – 4:27
2. More Than a Party  – 4:30
3. Pipeline  – 6:08
4. Everything Counts  – 4:24
5. Two Minute Warning  – 4:10
6. Shame  – 3:50
7. The Landscape Is Changing  – 4:46
8. Told You So  – 4:25
9. And Then...  – 5:40
10. Everything Counts (Long Version)  – 7:23

### Réédition 2007

#### CD: Mute / DM CD 3 (CD/SACD + DVD)
- Disque 1 : SACD/CD
- Disque 2 : DVD de Construction Time Again en DTS 5.1, Dolby Digital 5.1 et en PCM Stereo ainsi que des bonus

1. Love, in Itself  – 4:29
2. More Than a Party  – 4:45
3. Pipeline  – 5:54
4. Everything Counts  – 4:19
5. Two Minute Warning  – 4:13
6. Shame  – 3:50
7. The Landscape Is Changing  – 4:47
8. Told You So  – 4:24
9. And Then...  – 4:34
10. Everything Counts (Reprise)  – 0:59 [hidden track]

##### Titres bonus s (en PCM Stereo)
1. Get the Balance Right!
2. The Great Outdoors!
3. Work Hard
4. Fools
5. Get the Balance Right! (Combination Mix)
6. Everything Counts (In Larger Amounts)
7. Love, in Itself 4

##### Bonus
1. Depeche Mode 83 (Teenagers, growing up, bad government and all that stuff) (documentaire vidéo de 31 minutes)

## Singles
1. Everything Counts / Work Hard (juillet)
2. Love in Itself / Fools (octobre)

## Classements et certifications
L'album s'est classé à la 6e place des charts britanniques et 7e en Allemagne. Il est certifié disque d'or dans ces deux pays.
| Classement (1983)                 | Meilleure position |
| --------------------------------- | ------------------ |
| France                            | 16                 |
| Allemagne - Media Control Charts  | 7                  |
| Pays-Bas                          | 34                 |
| Suède                             | 12                 |
| Suisse - Schweizer Hitparade      | 21                 |
| Royaume-Uni (UK Albums Chart)     | 6                  |
| États-Unis - Billboard Pop Albums | 201                |

| Pays              | Certification | Ventes certifiées |
| ----------------- | ------------- | ----------------- |
| Allemagne (BVMI)  | Or            | 250 000           |
| Royaume-Uni (BPI) | Or            | 100 000           |